# Палтнівілл (Нью-Йорк)
Палтнівілл (англ. Pultneyville) — переписна місцевість (CDP) в США, в окрузі Вейн штату Нью-Йорк. Населення — 817 осіб (2020).

## Географія
Палтнівілл розташований за координатами 43°16′25″ пн. ш. 77°10′21″ зх. д. / 43.27361° пн. ш. 77.17250° зх. д. (43.273718, -77.172372).  За даними Бюро перепису населення США в 2010 році переписна місцевість мала площу 5,81 км², з яких 5,81 км² — суходіл та 0,00 км² — водойми.

## Демографія
Згідно з переписом 2010 року, у переписній місцевості мешкало 698 осіб у 293 домогосподарствах у складі 229 родин. Густота населення становила 120 осіб/км².  Було 336 помешкань (58/км²).
Расовий склад населення:
| - 96,6 % — білих - 1,0 % — чорних або афроамериканців - 0,6 % — корінних американців - 0,1 % — азіатів |

До двох чи більше рас належало 1,7 %. Частка іспаномовних становила 0,9 % від усіх жителів.
За віковим діапазоном населення розподілялося таким чином: 18,3 % — особи молодші 18 років, 59,5 % — особи у віці 18—64 років, 22,2 % — особи у віці 65 років та старші. Медіана віку мешканця становила 48,3 року. На 100 осіб жіночої статі у переписній місцевості припадало 94,4 чоловіків;  на 100 жінок у віці від 18 років та старших — 88,7 чоловіків також старших 18 років.
Середній дохід на одне домашнє господарство  становив 89 492 долари США (медіана — 74 444), а середній дохід на одну сім'ю — 112 429 доларів (медіана — 94 375). 
Цивільне працевлаштоване населення становило 211 осіб. Основні галузі зайнятості: освіта, охорона здоров'я та соціальна допомога — 28,9 %, виробництво — 22,3 %, науковці, спеціалісти, менеджери — 13,3 %, інформація — 12,3 %.